# يو دا إن
يو دا إن (بالكورية: 한국어)‏ هي ممثلة كورية جنوبية. ولدت يوم 9 فبراير 1984 في سول في كوريا الجنوبية

## روابط خارجية
- يو دا إن على موقع IMDb (الإنجليزية)
- يو دا إن على موقع ألو سيني (الفرنسية)
- يو دا إن على موقع قاعدة بيانات الفيلم (الإنجليزية)
- يو دا إن على موقع كينوبويسك (الروسية)